# Nanteau-sur-Lunain
Nanteau-sur-Lunain település Franciaországban, Seine-et-Marne megyében. Lakosainak száma 697 fő (2022. január 1.). Nanteau-sur-Lunain Treuzy-Levelay, Paley, Poligny, Remauville, Villemaréchal és Villemaréchal községekkel határos.

## Népesség
A település népességének változása:
| Lakosok száma | 702  | 706  | 710  | 695  | 691  | 686  | 687  | 689  | 697  |
|               | 2013 | 2015 | 2016 | 2017 | 2018 | 2019 | 2020 | 2021 | 2022 |